# Klittvägstekel
Klittvägstekel (Arachnospila virgilabnormis) är en stekelart som beskrevs av Wolf 1976. Klittvägstekel ingår i släktet Arachnospila, och familjen vägsteklar. Arten har ej påträffats i Sverige.